# セルビア語版ウィキペディア
セルビア語版ウィキペディア（セルビアごばんウィキペディア、セルビア語:Википедија на српском језику / Vikipedija na srpskom jeziku）は、多言語でのオンライン百科事典プロジェクト「ウィキペディア」のセルビア語版である。2003年2月16日に設立された。2013年12月10日の時点で、記事数は約228,688項目である。

## 表記
セルビア語では、キリル文字とラテン文字の2つのアルファベットを用い、また2つの主要な「方言」（エ方言とイェ方言）があることが困難な点となっている。つまり、エ方言キリル文字、イェ方言キリル文字、エ方言ラテン文字、イェ方言ラテン文字の4つの正書法があることになる。
セルビア語版ウィキペディアがつくられたときは、文字にはキリル文字を使用し、エ方言とイェ方言はどちらも使用できるものとされた。しかし、キリル文字、ラテン文字の両方とも幅広く用いられていることから、両方の文字で利用可能にする試みが始められた。最初の試みでは、Botを用いて全ての記事を自動的に翻字する方法が取られた。しかし、記事数が1000に達した頃、技術的問題によりこの方法は中断された。そして、中国語版ウィキペディアで使用されている手法を用いることを目指し、それまでの方法は破棄された。数箇月後、新しく開発されたソフトウェアが導入され、個別の閲覧者が記事上部にあるタブを使って文字を切り替えられるようになった。他言語の記述など、文字種の変換の対象とならない記述のために、「-{……}-」というタグが導入された。
キリル文字とラテン文字の翻字については概ね成功しているが（それでもなお少数の問題は残されている）、エ方言とイェ方言の変換の問題はより複雑であり、その実現には至っていない（これを実現するためにはエ方言とイェ方言を変換するための追加的な単語辞書が必要になる）。いぜん多くの問題が残されているが、セルビア語版ウィキペディアは、セルビア語の4つの変種を平行して扱うことの出来る、おそらく初めての試みであったと思われる。

## コミュニティ
2005年2月15日以来、セルビア語版ウィキペディアの利用者がベオグラードにて週1回の定期的な会合を開いており、これまでに100を超える利用者の会合が開かれてきた。2005年12月3日、セルビアのウィキメディア財団の国別協会が設立され、5番目の国別協会となった。

## ボットが生成した記事
2006年、フランスのコミューンの記事10,000項目ほどがBotによって作成され、物議をかもした。これらの記事にはセルビア語への転写が必要であるが、この作業はあまり進められていない。